# 比略鲁埃拉
比略鲁埃拉，是西班牙卡斯蒂利亚-莱昂萨拉曼卡省的一个市镇。 总面积17平方公里，总人口989人（2001年），人口密度58人/平方公里。